# جوردن وايتهيد
جوردن وايتهيد (بالإنجليزية: Jordan Whitehead)‏ هو لاعب كرة قدم أمريكية أمريكي، ولد في 18 مارس 1997 في موناكا في الولايات المتحدة.